# رباشیسور
رباشیسور (نام علمی: Rebbachisaurus) نام یک گونه از زیرراسته سوسمارپاشکلان است.